# Libertate morală
În filozofie, se definește libertatea morală ca fiind o extensie a obligației morale. Omul dispune de libertate morală numai în raport cu acele lucruri pentru care nu există deja obligația morală de a le face sau de a înceta să le facă. Se spune că o persoană își întărește libertatea de a dori (de a vrea), pe măsură ce își diminuează gradul libertății sale morale, astfel încât se poate spune că obligațiile și angajamentele pe care și le are, există pentru că el a fi vrut să le accepte. Prin urmare, libertatea de voință și libertatea morală depind de fiecare individ în parte.
Spre exemplu, profesorul nu se poate opri din a da lecții clasei sale de elevi (deși el poate și-ar dori asta) deoarece într-o formă sau alta este obligat să facă acest lucru, el fiind cel ce a decis să fie profesor și, prin urmare, are de acceptat normele (regulile) și obligațiile specifice acelei profesii.
Spre exemplu, o persoană este liberă să încheie contractul sau de căsătorie sau, să nu o facă, dar nu este liberă să provoace moartea părintelui său, nu este liberă să fure sau, nu este liberă să-și abandoneze familia. O persoană dispune de acea libertate de constrângere care ii permite să își omoare părintele, pentru că nimeni nu-l împiedică; dispune de libertatea de arbitru, de forma că propria voință este aceea care îl determină a face acest lucru; dar nu este, din punct de vedere moral, liber să o facă, pentru că este obligat de legile morale să nu facă acest lucru. În contrast, o persoană este liberă să studieze o anumită profesie, pentru că legea morală nu ii impune, și nici nu ii interzice să o facă.